# Тай сёги
Тай сёги (яп. 泰将棋 или яп. 無上泰将棋, большие шахматы или высшие шахматы) — вариант сёги (японских шахмат) на большой доске 25 × 25 клеток.

## История
Игра датируется XV веком и основана на более ранних играх сёги на большой доске. До открытия тайкёку сёги в 1997 считалась самым большим игровым вариантом японских шахмат, и предположительно вообще настольной игрой. В одну игру можно играть в течение нескольких длительных сессий, и каждый игрок должен сделать более тысячи ходов. Данный вариант никогда не являлся популярной игрой. Производство шести игровых наборов в начале XVII века было заметным событием.

## Описание
Два игрока, чёрный и белый (или яп. 先手, сэнте и яп. 後手, готе), играют на доске, разбитой на сетку из 25 рядов (строк) и 25 рядов (столбцов), всего 625 клеток. Клетки не различаются ни по маркировке, ни по цвету. У каждого игрока имеется набор из 177 клиновидных фигур 93 типов, слегка отличающихся размерами в зависимости от оценочной силы фигур. Всего для этих фигур игроки должны запомнить 100 ходов.